# Nils-Hanstjärnen, Jämtland
Nils-Hanstjärnen är en sjö i Bergs kommun i Jämtland och ingår i Ljungans huvudavrinningsområde.